# ارنون غرونبيرغ
ارنون غرونبيرغ (بالهولندية: Arnon Grunberg) (و. 1971 – م) هو كاتب، وروائي، وكاتب سيناريو، وصحفي من مملكة هولندا. ولد في أمستردام.

## جوائز
حصل على جوائز منها:
- Constantijn Huygens Prize [الإنجليزية]‏ (2009)
- Ferdinand Bordewijk Prize [الإنجليزية]‏ (2004)
- جائزة البومة الذهبية ‏ (2002)
- جائزة ليبريس.

## روابط خارجية
- ارنون غرونبيرغ على موقع IMDb (الإنجليزية)
- ارنون غرونبيرغ على موقع مونزينجر (الألمانية)
- ارنون غرونبيرغ على موقع ميوزك برينز (الإنجليزية)
- ارنون غرونبيرغ على موقع ديسكوغز (الإنجليزية)
- ارنون غرونبيرغ على موقع قاعدة بيانات الفيلم (الإنجليزية)